# Jebel Zalagh
Jebel Zalagh é uma montanha da região de Fez-Boulemane, em Marrocos. Está localizado a cerca de 8 km a nordeste de Fez, e tem uma altitude de 831 metros acima do nível do mar. O clima da região é mediterrânico.